# Georges Valiron
Georges Valiron   (1r arrondissement de Lió i Lió, 7 de setembre de 1884 - 14è districte de París, 17 de març de 1955) va ser un matemàtic francès.

## Vida i Obra
Valiron va fer els estudis secundaris a la seva vila natal. El 1908 es va graduar en matemàtiques a l'École Normale Supérieure i va començar la seva carrera a l'ensenyament al lycée de Besançon on va tenir com alumnes André Bloch i el seu germà, Georges. El 1914 va defensar la seva tesi doctoral sobre funcions enteres sota la direcció d'Émile Borel.
A continuació va ser mobilitzat per la Primera Guerra Mundial que va acabar com sotstinent d'artilleria.
Nomenat professor a la universitat de Valença, va formar part del grup de professors destinats a la universitat d'Estrasburg per retornar-li el seu caràcter francès. Hi va estar fins al 1931 en que va ser nomenat professor de la universitat de París, on va ocupar la càtedra de càlcul diferencial i integral a partir de 1941. Es va retirar el 1955.
Les seves recerques van ser sobre l'anàlisi complexa, essent el primer en adonar-se de la utilitat del cas especial de la única variable en un sistema d'equacions en la teoria de les funcions.
Va escriure un famós tractat Théorie des fonctions (réelles et complexes) (1942), seguit d'un segon volum Équations fonctionnelles et applications (1945) que van ser una referència en l'ensenyament de l'anàlisi en els ans cinquanta i que encara es van reeditar el 1966 i el 1989. La influència dels seus resultats va ser considerable.